# 里克·休斯
里克·休斯（英語：Rick Hughes，1973年8月22日—），美国NBA联盟前职业篮球运动员。